# Сотникова, Гульназ Ивановна
Гульназ Ивановна Сотникова (род. 21 сентября 1961, Уфа) — российская общественная деятельница, предприниматель и меценат, сыгравшая важную роль в становлении благотворительности и меценатства в России в конце XX — начале XXI века.
Президент холдинга АО «Вертэкс» с 1990 года. Президент Российского Благотворительного Фонда Примирения и Согласия, учреждённого Патриархом Московским и всея Руси Алексием II и президент Классического пансиона МГУ им. М. В. Ломоносова с 1997 года.
Кавалер орденов РПЦ Святой равноапостольной княгини Ольги I степени (1999), Святого благоверного князя Даниила Московского II степени (2003). Дважды признана «Женщиной года» российским и международным жюри (1995,1999). За ряд культурных программ получила[от кого?] почётный титул «Леди инициатива».

## Биография
Родилась 21 сентября 1961 года в семье советских интеллигентов в Уфе (СССР). Отец русский, мать башкирка.

### Родители
Отец — Иван Владимирович Сотников, писатель, председатель секции русских писателей Союза писателей Башкирии, ответственный редактор альманаха «Литературная Башкирия».
Мать — Амина Кашфиевна Аралбаева, выпускница Московского ГИТИСа, первый театровед Башкирии, заслуженный деятель искусств Башкортостана, член Союза журналистов и Союза театральных деятелей России.

### Образование
Получила два высших образования: экономическое (МГУ) и техническое (МТУСИ), а также средне-специальное музыкальное по классу фортепиано.
Владеет английским, испанским, изучает французский, китайский языки.

### Трудовая и предпринимательская деятельность
До 1989 г. работала референтом в Свердловском райкоме комсомола г. Москвы. С 1989 г. — директором самостоятельного структурного подразделения в строительной компании «Тропос».
В 1990 г. учредила и возглавила Медицинский многопрофильный центр «Вертэкс», который со временем перерос в холдинг АО «Вертэкс», состоявший из:
- медицинской компании «Вертэкс»,
- строительной компании «Вертэкс — Билдинг»,
- торговой фирмы «Вертэкс Трейдинг»,
- консалтинговой компании «Вертэкс — Траст»,
- туристической компании «Вертэкс — Тур»,
- грузопассажирской авиакомпании «Вертэкс — Аэро».

В 90-е годы XX века входила в рейтинг «10 самых богатых невест России», «Самых состоятельных женщин России».
Ветеран отечественного предпринимательства. Её имя вошло в «Золотую книгу московского предпринимательства», в каталоги «Элита российского бизнеса», «Знаменитые Женщины России» и др..

### Общественная деятельность
В 1997 назначена президентом Российского Благотворительного Фонда Примирения и Согласия, учреждённого Патриархом Московским и всея Руси Алексием II, в котором продолжает работать в настоящее время. В Попечительский совет Фонда под руководством Патриарха вошли известные деятели науки и культуры и главы других конфессий. Фонд никогда не пользовался никакими льготами и финансируется исключительно из средств Г. И. Сотниковой.
С 1997 года по сегодняшний день — президент Классического пансиона МГУ имени М. В. Ломоносова, учредителями которого выступили Фонд Примирения и Согласия Патриарха Московского и всея Руси Алексия II и Московский государственный университет в лице ректора Виктора Антоновича Садовничего.
С 1997 года по 2003 год режиссёр-постановщик многих крупных событий в церковной жизни России (2000-летие со дня Рождества Христова, концерт в Москве в честь 1700-летия принятия Арменией христианства государственной религией, юбилейные даты Предстоятеля РПЦ и др.).
Автор новаторских проектов и коммерческих телевизионных программ на телеканале Россия (1997—1998 гг.), реализуя которые освоила специальность телевизионного режиссёра и сняла ряд документальных фильмов («Созидатель», «С Верой, Надеждой и Любовью» и др.), организовав собственную телекомпанию.
С 2004 года серьёзно занимается научной педагогической деятельностью, выступила идеологом и инициатором создания факультета глобальных процессов МГУ им. М. В. Ломоносова, открытого в 2005 году. Автор ряда образовательных моделей и программ, в том числе в области раннего развития детей.
С 1997 по 2007 г. член правительственной Комиссии по вопросам улучшения положения женщин.
За активное участие в разработке Программы Культуры мира, созданной Организацией Объединённых Наций по вопросам образования, науки и культуры (ЮНЕСКО) по инициативе генерального директора Федерико Майора Сарагоса (1987—1999 гг.), в 1995 году получила почетный титул «Леди Инициатива» .

### Благотворительная деятельность
Неоднократно выступала меценатом крупных событий культурной жизни: от открытия первой Недели Высокой моды в Москве в 1995 году до общественно-значимых мероприятий, проводимых РПЦ совместно с государством.
Организатор всероссийских благотворительных акций в помощь детям сиротам и ветеранам — пожилым людям, составляющим славу Отечества в области науки и культуры, оставшихся без поддержки государства в сложные для страны времена.
Её имя можно увидеть среди крупных жертвователей на мемориальной доске в Храме Христа Спасителя.
Оказывает поддержку целому ряду социально значимых проектов. Наиболее успешным стал долгосрочный благотворительный проект в области образования, действующий с 1997 года по сегодняшний день (финансирование стипендиального фонда, открытого для бесплатного обучения в Классическом пансионе МГУ им. М. В. Ломоносова талантливых детей со всей России; поддержка с помощью грантов, в том числе на оплату образования и стажировки за рубежом самых достойных студентов ФГП МГУ).
Инициатор и учредитель ежегодной негосударственной премии «Крылатый Сириус» (с 2000 года) в области образования и воспитания для талантливых детей более чем в 20 номинациях.

### Критика
В ряде публикаций обвинялась в причастности к противозаконным действиям, но подтверждений данным фактам нет.
К компаниям Сотниковой, говорят, имеют претензии ГТК и МВД, но официальных обвинений предпринимателю не предъявлялось.
Так, с июля 1999 года в печатных изданиях начали появляться публикации с обвинениями в адрес Г. И. Сотниковой и возглавляемых ею предприятий в противозаконных действиях. В ответ на публикации Г. И. Сотникова назвала приведённые в статьях факты клеветой:

«…мне неизвестно, какова может быть цель статьи, которая оправдала бы столь неопрятные средства».

Как целенаправленную акцию, направленную против Русской Православной Церкви и лично её Предстоятеля расценил сегодня Патриарх Московский и всея Руси Алексий II появившиеся в ряде СМИ публикации о якобы имевших место злоупотреблениях в деятельности учрежденного им российского благотворительного Фонда примирения и согласия. В интервью корр. ИТАР-ТАСС он назвал клеветой все публикации, касающиеся как самого Фонда, так и его президента Гульназ Сотниковой.

.
Тем не менее, в полуофициальных СМИ («…материал до сих пор не был напечатан ни в одном из центральных изданий») «была начата беспрецедентная кампания против Сотниковой», которую связывают с попыткой провести в жизнь идею «Единого агента» для российских авиаперевозчиков. Противниками этого чисто добровольного, по словам Сотниковой, предложения выступили все крупные грузовые операторы, прореагировав очень резко: более чем на неделю отменили все рейсы в Китай и сами понесли при этом серьёзные убытки.
По словам профессионального киллера Лёши Солдата из орехово-медведковской преступной группировки, его просили организовать убийство Сотниковой, но он не стал этого делать. Никаких документальных подтверждений этому заявлению не было. Заказчики также не были названы.
Информационная кампания против Сотниковой продолжалась в течение ограниченного небольшим периодом времени и закончилась так же внезапно, как и началась. И хотя некоторые неофициальные ангажированные СМИ до сих пор пытаются использовать эти материалы, но уже с целью дискредитации РПЦ, никаких официальных обвинений ни Российскому Благотворительному Фонду Примирения и Согласия, ни самой Г. И. Сотниковой не предъявлялось.
Чем окончилась история с «Единым агентом», неизвестно, однако через некоторое время в отношении одного из самых заметных участников этого конфликта — компании Ист-Лайн — было возбуждено уголовное дело по контрабанде.
Некоторые связывают это явление с борьбой компании против Г. И. Сотниковой. На сегодняшний день из действующих лиц конфликта на рынке остался только Ист-Лайн, но авиаперевозками компания в качестве грузового оператора больше не занимается.

### Семейное положение, дети
На 5 курсе университета вышла замуж за студента МГТУ им. Н. Э. Баумана Цюрко Степана Ивановича (1968 г.р.).
На данный момент разведена, воспитывает дочь Екатерину 2008 г.р.
Сын Максим, 1990 года рождения — выпускник МГУ имени М. В. Ломоносова, красный диплом.

### Увлечения
Г. И. Сотникова увлекается педагогикой, психологией, музыкой, театром, любит путешествовать.

## Награды
- Орден святой равноапостольной княгини Ольги (РПЦ) I степени
- Орден святого благоверного князя Даниила Московского (РПЦ) II степени